# The Parting Glass
The Parting Glass (în română „paharul de adio” ) este o  melodie tradițională scoțiană, cântată adesea la sfârșitul unei întruniriri de prieteni. A fost probabil cea mai populară melodie cântată în Scoția înainte ca Robert Burns să scrie „Auld Lang Syne”. De asemenea, a fost cântat de multă vreme în Irlanda, bucurându-se de o popularitate considerabilă până în zilele noastre.

## Istoric
„Paharul de adio”, sau „stirrup cup” , ori „le coup de l'étrier” a fost ospitalitatea finală oferită unui musafir care pleca. Odată ce încălecau, li se oferea o băutură finală pentru a-i fortifica pentru călătoria lor. Obiceiul a fost practicat în mai multe țări ale continentului.